# Terrance en Phillip
Terrance en Phillip zijn samen een fictief duo van de Amerikaanse animatieserie South Park. Ze komen uit Canada en staan bekend als een komisch tv-duo, berucht om hun 'scheetgrappen'. Stan Marsh, Kyle Broflovski, Eric Cartman en Kenny McCormick, de hoofdpersonages van South Park, zijn groot fan van dit duo, net als de hele mannelijke helft van de 4th Grade klas. Het televisieprogramma van Terrance en Phillip heet: 'The Terrance and Phillip Show'.

## Over Terrance en Phillip

### Terrance
Terrance Henry Stoot is geboren in Toronto. Hij draagt een rood shirt met de letter T, heeft zwart haar en wordt ingesproken door Matt Stone. In Terrance and Phillip: Behind the Blow, krijgt hij last van overgewicht.

### Phillip
Phillip Niles Argyle  is geboren in Montreal. Hij draagt een blauw shirt met de letter P, heeft blond haar en wordt ingesproken door Trey Parker.

## Verschijningen in South Park
- South Park: Bigger, Longer & Uncut: Terrance and Phillip beïnvloeden het gedrag van de jongens met scheldwoorden. De ouders van de jongens nemen hierdoor actie. Terrance en Phillip ontsnappen door Eric Cartman van de elektrische stoel, maar komen later toch om het leven, doordat ze neergeschoten worden door Kyle's moeder, Sheila Broflovski. Later, door de wens van Kenny McCormick komen ze weer tot leven.
- Death: Eerste aflevering waarin Terrance en Phillip voorkomen.
- Terrance & Phillip in Not Without My Anus: Terrance en Phillip in de hoofdrol. Saddam Hoessein neemt Canada over en Terrance en Phillip moeten Canada zien te redden. Ook moet Terrance' dochter gevonden worden, waarvan de moeder Céline Dion is.
- Terrance and Phillip: Behind the Blow: Terrance en Phillip gaan uit elkaar, net als ze uitgenodigd zijn voor Earth Day. De jongens moeten zorgen dat het duo weer bij elkaar komt.
- I'm a Little Bit Country: Gezien op het podium bij de finale van de aflevering.
- The Return of Chef: Gezien bij Chef's begrafenis.
- Cartoon Wars Part II: Ze komen voor in het beginstuk als herhaling van aflevering 201 en komen Mohammed al gecensureerd tegen, en gaan ze boos naar hun baas.
- Canada on Strike: Terrance en Phillip zien Stephen Abootman's staking niet helemaal zitten.
- Eat, Pray ,Queef Ze worden ontslagen, en in plaats van Terrance en Philip kwamen de Queef-Sisters op TV.